# (1032) Pafuri
(1032) Pafuri  est un astéroïde de la ceinture principale découvert le 30 mai 1924 par l'astronome sud-africain Harry Wood.

Sa désignation provisoire était 1924 SA.
Il a été nommé du nom d'une rivière au nord du parc national Kruger en Afrique du Sud.